# El CripleBro
El CripleBro je páté řadové album pražské hardcorové skupiny Status Praesents. Jde o poslední album nahrané ve spolupráci se Zdeňkem Šikýřem. Album bylo po vydání zdarma ke stažení z webových stránek kapely, stačilo zadat e-mail, na který byl poté odeslán odkaz ke stažení. Album obsahuje singl So Say We All, který kapela natočila jako hymnu pro svoje přátele z Universal Fighters Teamu.

## Seznam skladeb
| Pořadí         | Název                          | Délka |
| -------------- | ------------------------------ | ----- |
| 1.             | Schweinhazard                  |       |
| 2.             | Waynochka                      |       |
| 3.             | Summertime                     |       |
| 4.             | Serje                          |       |
| 5.             | El CripleBro                   |       |
| 6.             | Roll the dice                  |       |
| 7.             | Wonderman & Brokenback         |       |
| 8.             | Ytvil                          |       |
| 9.             | Shitty Country                 |       |
| 10.            | Rocky Roud to Brnochuan        |       |
| 11.            | Openator                       |       |
| 12.            | Black Nigga Bear               |       |
| 13.            | Vertigo (bonusová píseň)       |       |
| 14.            | So Say We All (bonusová píseň) |       |
| Celková délka: | Celková délka:                 | 43:25 |

## Obsazení
- Wojte – zpěv
- Tomáš Vlček – kytary, doprovodné vokály
- Maks – Baskytara
- Petr Brumlich – Bicí

### Ostatní
- Zdeněk Šikýř – mix, produkce, mastering
- Bady – album art
- Vojtěch Velický – album art